# Psiloxylaceae
Psiloxylaceae foi uma família de plantas com flor pertencente à ordem Myrtales. A família era monotípica, incluindo apenas uma espécie, Psiloxylum mauritianum, endémica das ilhas Mascarenhas (Reunião e Maurícias) no Oceano Índico. A partir do sistema APG III passou a ser considerada uma subfamília, a subfamília Psiloxyloideae da família Myrtaceae.